# Escut dels Ossó Donzell
L'Escut dels Ossó Donzell és una obra de Vinebre (Ribera d'Ebre) declarada Bé Cultural d'Interès Nacional.

## Descripció
Situat a la façana posterior de Ca Don Jaume, al passatge d'Enric d'Ossó.
A la planta baixa s'observa una llinda d'arc pla de pedra d'un portal avui inexistent. Al centre hi ha un escut amb relleu, amb la inscripció al tauler: "... DE OSO DONSEL 1508 I H S M".

## Història
Al Capbreu nº5 d'Ascó, fet pel Comanador Fra D. Enric de Rocafull, l'any 1662, llegim:
"Joan d'Ossó Donzell...fill de Joan de Ossó (el qual va capbrevar l'any 1607)...paga per sa casa, es a saber paga quatre almuts de ordi..."